# Белло (Эна)
Белло́ (фр. Belleau) — коммуна во Франции, находится в регионе Пикардия. Департамент коммуны — Эна. Входит в состав кантона Шато-Тьерри. Округ коммуны — Шато-Тьерри.
Код INSEE коммуны — 02062.

## Население
Население коммуны на 2010 год составляло 135 человек.
| 1962 | 1968 | 1975 | 1982 | 1990 | 1999 | 2010 |
| ---- | ---- | ---- | ---- | ---- | ---- | ---- |
| 126  | 117  | 109  | 119  | 134  | 135  | 135  |

## Экономика
В 2010 году среди 83 человек трудоспособного возраста (15—64 лет) 63 были экономически активными, 20 — неактивными (показатель активности — 75,9 %, в 1999 году было 75,3 %). Из 63 активных жителей работали 51 человек (30 мужчин и 21 женщина), безработных было 12 (9 мужчин и 3 женщины). Среди 20 неактивных 7 человек были учениками или студентами, 5 — пенсионерами, 8 были неактивными по другим причинам.